# قالیبافان
قالیبافان یک منطقهٔ مسکونی در ایران است که در دهستان شهی واقع شده‌است.